# Гун Хунцзя
Гун Хунцзя або Gong Hongjia або Кунг Хун Ка (нар. 1964 , КНР ) — гонконзький бізнесмен-мільярдер (зі статусом постійного резидента Гонконгу), віце-голова та другий за величиною акціонер Hikvision, постачальника обладнання безпеки.
Посів 15 місце у списку багатіїв Китаю за версією Forbes 2017 року, а також 137 місце у списку мільярдерів Forbes 2018 року у березні 2018 року, статки Ґона становили 11,2 млрд $.

## Ранні роки
Гун народився в Китаї 1965 року. Отримав освіту в університеті науки і техніки Хуачжун (Ухань, провінція Хубей).

## Кар'єра
Гун став торговцем електронними товарами у Південному Китаї (Гуанчжоу та Британський Гонконг). Емігрував до Гонконгу 1992 року, за 5 років до передачі колонії до складу Китаю. Раніше він володів виробником радіо Tecsun (нині відомий як Tecsun Science & Technology) та компанією смарт-карт Watchdata . У 2001 році він став інвестором інвестував Hikvision, отримавши 49 % акцій. Згодом продав частину акцій, якими володів.
Гун також володів Wealth Strategy Holding, яка, в свою чергу, частково володіла іншою компанією Yichang HEC Changjiang Pharmaceutical 2015 року.
Гун також активно вкладався на ринок нерухомості Гонконгу.

## Особисте життя
Одружений, має двох дітей, живе у Гонконзі.